# Präfekturuniversität Shiga

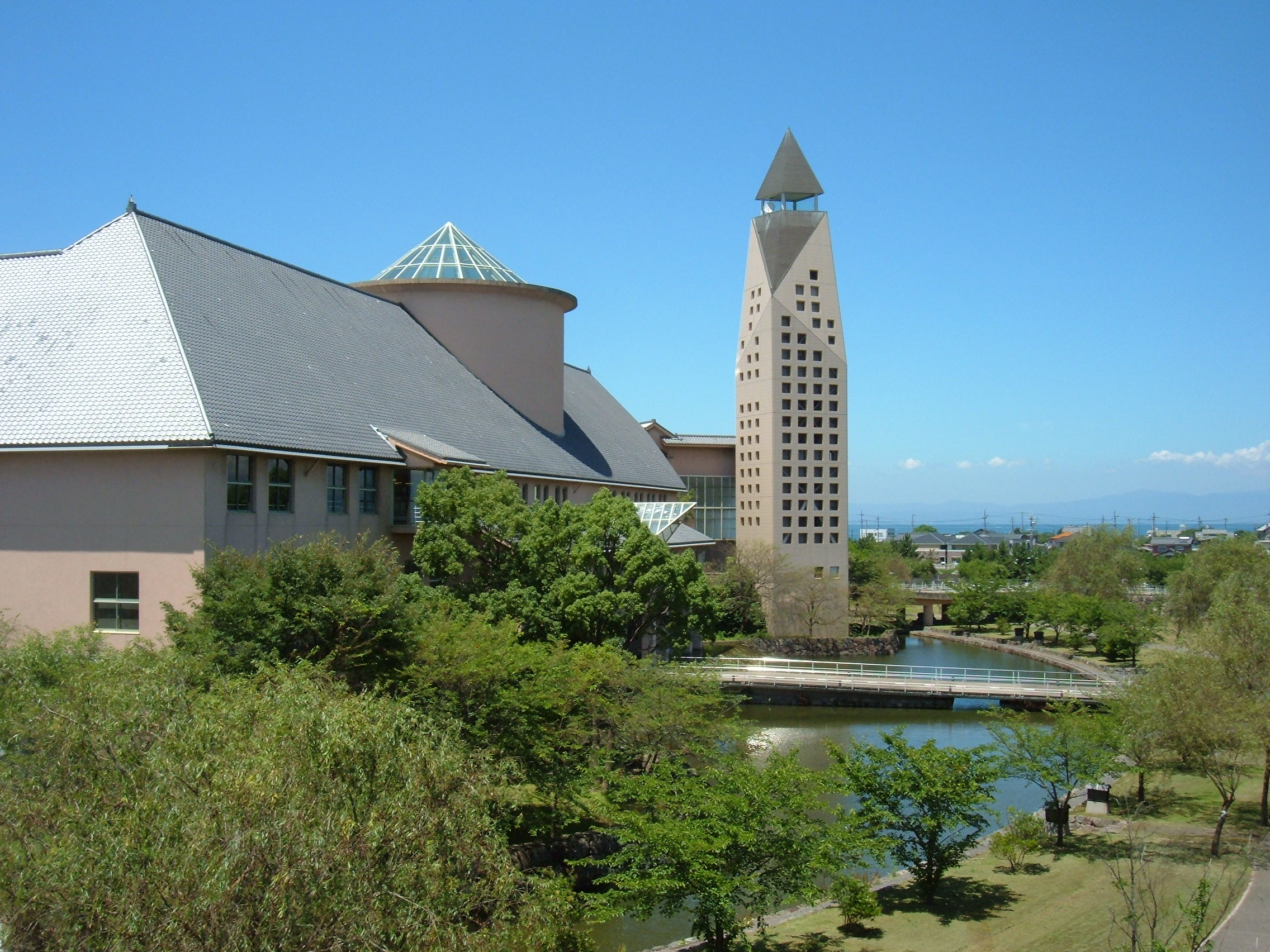
Gebäude A5: Universitätsverwaltung und Bibliothek (2010)

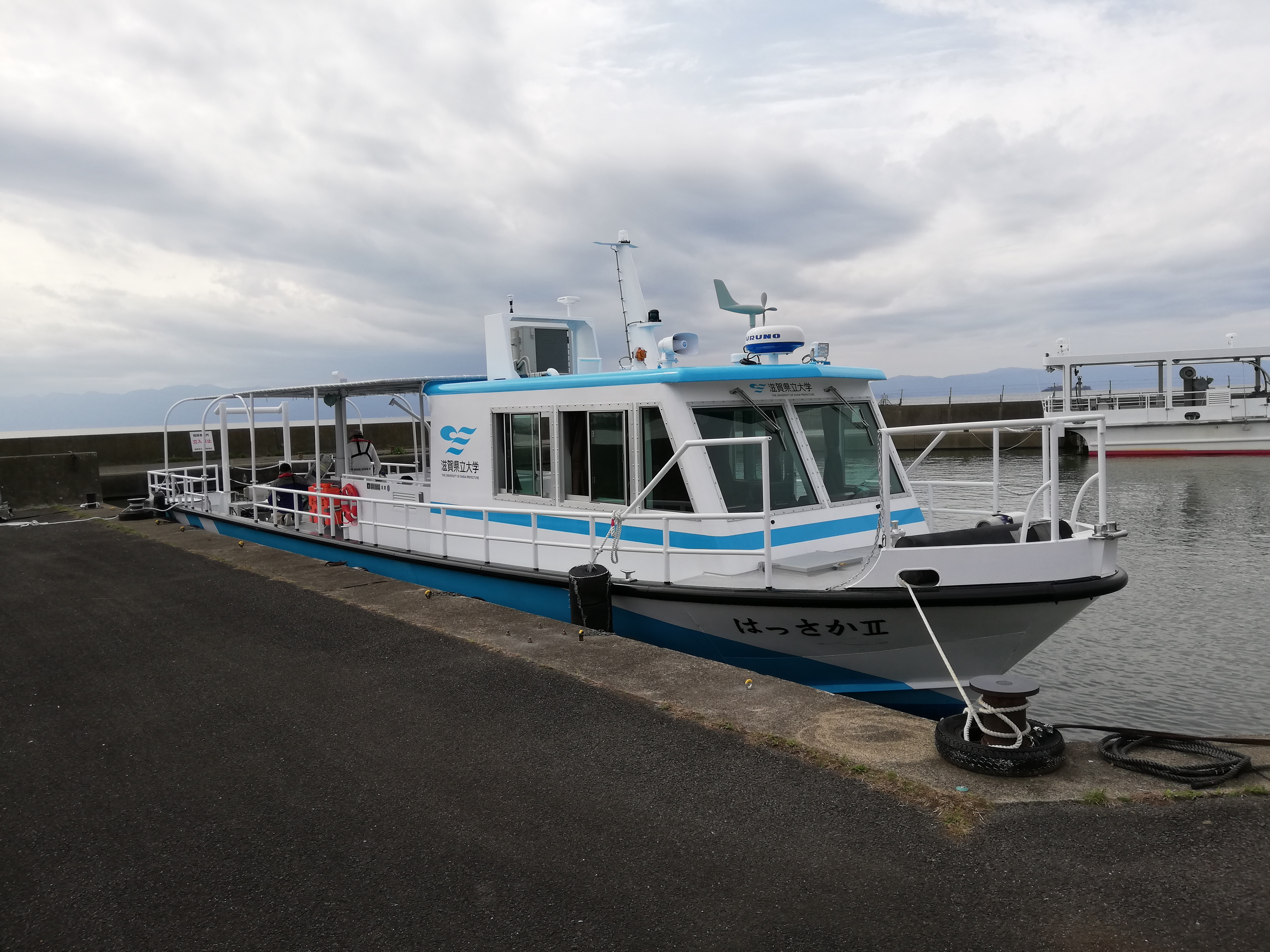
Forschungsboot „Hassaka II“ auf dem Biwa-See (2021)

Die Präfekturuniversität Shiga (japanisch 滋賀県立大学 Shiga-kenritsu daigaku; engl. The University of Shiga Prefecture, kurz: USP) ist eine öffentliche Universität in Hikone in der Präfektur Shiga (Japan).

## Geschichte
Gegründet wurde die Universität 1950 als Präfekturale Kurzuniversität Shiga (滋賀県立短期大学, Shiga-kenritsu tanki daigaku) und Präfekturale Landwirtschaftskurzuniversität Shiga (滋賀県立農業短期大学 Shiga-kenritsu nōgyō tanki daigaku). Der Ursprung der technischen Abteilung der Kurzuniversität liegt im 1944 eingerichteten Technikum Hikone (siehe Universität Shiga). 1956 wurde die Landwirtschaftskurzuniversität zur Präfekturalen Kurzuniversität Shiga zusammengelegt.
1995 entwickelte die Kurzuniversität sich zur 4-jährigen Präfekturuniversität Shiga. 1999 richtete sie die Graduiertenschule (Masterstudiengänge), 2001 dann die Doktorkurse.

## Fakultäten
- Fakultät für Umweltwissenschaften
  - Abteilung für Ökosystem-Studien
  - Abteilung für Umweltpolitik und -planung
  - Abteilung für Design und Architektur
  - Abteilung für Bioressourcen-Management
- Fakultät für Ingenieurwissenschaften
  - Abteilung für Materialchemie
  - Abteilung für Maschinelle Systemtechnik
  - Abteilung für Elektronische Systemtechnik
- Fakultät für Menschliche Kulturen
  - Abteilung für Regionalstudien
  - Abteilung für Living Design
  - Abteilung für Ernährungswissenschaft
  - Abteilung für Human Relations
  - Abteilung für Interkulturelle Kommunikation
- Fakultät für Menschliche Krankenpflege (人間看護学部, School of Human Nursing)